# Hendrik Jozef van Susteren
Hendrik Jozef van Susteren (Amsterdam, 22 juli 1668 - Brugge, 24 februari 1742) was de veertiende bisschop van Brugge.

## Levensloop
Hendrik van Susteren was de zevende van tien kinderen van het Amsterdamse koopmansechtpaar Gijsbert van Susteren en Helena Donckers. Beiden behoorden tot katholieke patriciërsfamilies van 's-Hertogenbosch. Ze waren in Amsterdam getrouwd op 30 januari 1657, zoals wordt vermeld door Joost van den Vondel in zijn gedicht 'Ten bruylofte van den eersaemen Gysbrecht van Zusteren en zijn eersaeme bruyt Hélène Dockers'. Rijk geworden door de zeehandel, waren de families van Susteren en Donckers op het einde van de zeventiende eeuw in de adelstand verheven. Ook al dreef vader Van Susteren een aantal jaren handel in Amsterdam, de families van Susteren en Donckers waren in hoofdzaak in de Zuidelijke Nederlanden gevestigd, omdat ze stevig vasthielden aan het rooms-katholieke geloof. Men vond leden van die families in de Raad van Vlaanderen, de Raad van Brabant, de Staten van Vlaanderen, de stadsbesturen van Gent, Dendermonde en Brugge. Zes op de tien kinderen in het gezin van Gijsbert volgden een geestelijke roeping: twee kloosterzusters, drie jezuïeten en Hendrik.
Hendrik van Susteren deed zijn humaniorastudies in de exclusieve colleges van de jezuïeten in Brussel en hun zeer internationale en chique 'pensionnat aristocratique' in Antwerpen. In 1685 trok hij naar Douai waar hij, opnieuw bij de jezuïeten, twee jaar filosofie en een jaar theologie studeerde. Hij trok vervolgens naar Leuven, waar hij zowel bij de jezuïeten als aan de jansenistisch gezinde universiteit verder theologie studeerde.
Tegen het einde van zijn studies werd hij aanbevolen bij aartsbisschop Humbertus Guilielmus de Precipiano, die hem in 1693 als zijn secretaris in dienst nam. Datzelfde jaar werd hij priester gewijd. Bij die gelegenheid maakte de aartsbisschop hem kanunnik van de Sint-Romboutskathedraal.
In januari 1696 trok Van Susteren weer naar Leuven om er de juridische studies voort te zetten die hij had onderbroken. Hetzelfde jaar kreeg hij zijn diploma in beide rechten. Hij trok vervolgens naar Rome om er het bezoek ad limina te doen in naam van de aartsbisschop. Na zijn terugkeer werd hij in november 1702 tot vicaris-generaal benoemd.

## Bisschop van Brugge
Na het schielijk overlijden van Willem Bassery in juni 1706 bleef het bisdom Brugge bijna tien jaar zonder bisschop. De oorzaak hiervoor is te vinden in de al te enge verbondenheid tussen Kerk en Staat, waaruit allerhande betwistingen en aanspraken voortkwamen, met vertragingen (soms aanzienlijke) bij de benoeming van bisschoppen.
In 1700 was Karel II van Spanje kinderloos gestorven en twee pretendenten vochten voor de opvolging. Filips van Anjou en Karel van Habsburg vochten tot in 1714 de Spaanse Successieoorlog uit. De Vrede van Rastatt maakte dat Karel, ondertussen keizer Karel V geworden, de Zuidelijke Nederlanden erfde. Hij kon nu dus zijn rechten laten gelden om bisschoppen voor te dragen. Vooreerst verdween uit het gezicht de kapucijn Carolus de Hornes die door Filips van Anjou was benoemd. Karel had het bisdom Brugge aan de Nederlandsonkundige graaf Joseph d'Oultremont beloofd, maar de reactie hiertegen was zo algemeen dat hij het niet waagde zijn belofte uit te voeren.
Zo kwam de kandidatuur van Hendrik van Susteren naar voren. Hij had twee nadelen: hij was geen geboren onderdaan van de keizer en hij was niet van hoge adel. Hij had echter voordelen: hij was partijganger van de Oostenrijkse keizer, hij bestreed het jansenisme, hij was intellectueel en moreel bekwaam. Daarbij sprak hij Vlaams en werd hij al sedert 1709 als eerste kandidaat door De Precipiano voorgedragen. Hij werd dan ook, zodra de Vrede was getekend, door de keizer benoemd. Paus Clemens XI bekrachtigde de benoeming en op 25 januari 1716 was de aanstelling een feit. Op 22 maart 1716 werd van Susteren door aartsbisschop Thomas d'Alsace-Boussut de Chimay, de opvolger van De Precipiano, tot bisschop gewijd en kon hij feestelijk in Brugge geïnstalleerd worden. Als motto verkoos hij 'Ut prosim' (Opdat ik dienst moge bewijzen).
Al snel na zijn aanstelling werd Van Susteren geconfronteerd met talrijke problemen: tekort aan priesters, wanorde ingevolge de jarenlange oorlogstoestand. Zijn eerste initiatief werd de oprichting - eindelijk - van een bisschoppelijk seminarie, zodat hij hier ter plekke de kandidaten dicht bij huis en zonder te veel kosten kon opleiden. Hij organiseerde ook grondig de jaarlijkse concursus, waar alle priesters van binnen en buiten het bisdom konden deelnemen om benoemd te worden op vacante parochies.
Op talrijke domeinen bracht de kerkjurist orde op zaken. Gedurende zijn lange ambtsperiode had hij zijn bisdom duidelijk in handen. Hij was een groot voorstander van de pauselijke onfeilbaarheid en eiste van zijn clerus volledige onderdanigheid aan de pauselijke constituties, met inbegrip van die waarbij het jansenisme werd veroordeeld. Na enkele jaren voelde hij zich duidelijk thuis in zijn bisdom. Toen de keizer hem in 1730 in het grotere en rijkere bisdom Gent wilde benoemen, wees hij deze bevordering beleefd af.

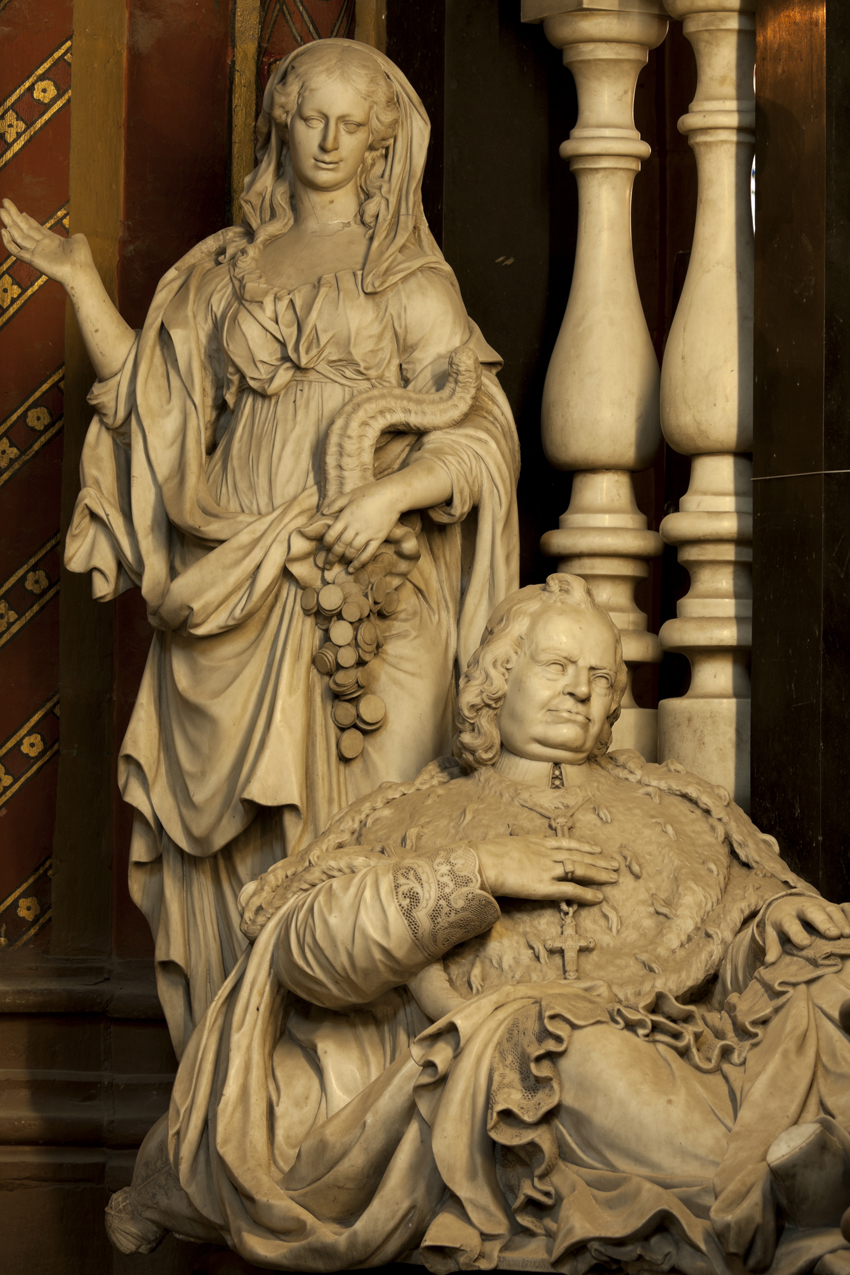
Praalgraf voor Van Susteren in de Sint-Salvathorskathedraal in Brugge

Van Susteren was een kerkvorst in de ware zin van het woord. De kerkelijke diensten wilde hij graag luisterrijk. Zijn residentie werd een huis vol kunstschatten en een rijke bibliotheek. In Sint-Kruis werd zijn zomerverblijf, het kasteel Rooigem, een klein Versailles. Hij liet heel wat portretten van zich maken (twee waren van de hand van Van Orley) en schonk die aan kloosters en aan het seminarie. Daarnaast was hij ook een groot weldoener voor de armenzorg, voor noodlijdende families en voor kloosters in moeilijkheden. Zijn populariteit bij de armen was zeer groot. Hij deed ook grote inspanningen om het analfabetisme te bestrijden.
De tijdgenoten waren het erover eens dat Van Susteren een dynamische bisschop was. Hij was ook een vrome bisschop, die een grote verering koesterde voor het Heilig Sacrament en het Heilig Kruis. De heilige Carolus Borromeus was zijn model. Hij genoot een goede gezondheid, had een scherp verstand, een grote werkkracht en een scherp rechtvaardigheidsgevoel. Met al deze gaven hoeft het niet te verwonderen dat tijdens zijn lange episcopaat zijn bisdom een radicale evolutie kende.
In 1738 kocht Van Susteren het 'Hof van Pittem' en bracht er het heropgerichte seminarie in onder. Na 1834 werd het gebouw de zetel van het bisdom Brugge en de residentie van de bisschop, wat het tot op vandaag is gebleven. De rijke bibliotheek van de bisschop werd door hem aan het seminarie geschonken. De bisschop ligt ook aan de basis van de bedevaarten naar Onze-Lieve-Vrouw van Ver-Assebroek.

## Fonds Van Susteren
Van Susteren legateerde onder meer een belangrijk vermogen dat in een Fonds Van Susteren terechtkwam, waarmee de seminariestudies werden vereffend van priester-kandidaten met een gering inkomen.
Het rijkelijk door hem begiftigde Seminarie bestelde bij Hendrik Pulinx senior een praalgraf in marmer, bestemd voor de Sint-Donaaskathedraal. Het staat tot vandaag opgesteld in de Brugse Sint-Salvatorskathedraal.

## Publicaties
- Oratio panegyrica et moralis in honorem S. Caroli Borromaei, (1717)
- Déduction présentée à sa Majesté impériale et catholique par l'Evêque de Bruges, (1720)
- Deductio pro immunitate ecclesiastica locali, (1728)